# 2009 au Nouveau-Brunswick
Chronologie du Nouveau-Brunswick
- 2005
- 2006
- 2007
- 2008
- 2009
- 2010
- 2011
- 2012
- 2013

Cette page concerne des événements d'actualité qui se sont produits durant l'année 2009 dans la province canadienne du Nouveau-Brunswick.

## Événements
- 2 janvier : John D. Wallace est nommé sénateur.
- 9 mars : le libéral Burt Paulin remporte l'élection partielle de Restigouche-La-Vallée à la suite de la nomination de Percy Mockler au Sénat du Canada le 22 décembre 2008.
- 26 mars: la grande majorité du parc national de Fundy est constitué en réserve intégrale.
- 3 juillet : les funérailles d'état de l'ancien gouverneur général du Canada, Roméo Leblanc, ont lieu à Memramcook.
- 7 août : ouverture du 4e Congrès mondial acadien dans la Péninsule acadienne.
- 27 août : Carolyn Stewart Olsen est nommée sénatrice.
- 19 septembre : Jack MacDougall est élu chef du Parti vert du Nouveau-Brunswick par acclamation.
- 30 septembre : Graydon Nicholas succède à Herménégilde Chiasson comme lieutenant-gouverneur du Nouveau-Brunswick.
- 29 octobre : le premier ministre Shawn Graham signe un accord de vente de la plupart des actifs d'Énergie NB à Hydro-Québec pour 4,75 milliards de dollars[1].
- 17 novembre : une manifestation rassemblant environ 600 personnes devant l'Assemblée législative du Nouveau-Brunswick pour protester contre la vente d'électricité à Hydro-Québec[2].

## Décès
- 24 juin : Roméo Leblanc, gouverneur général du Canada.
- 20 octobre : Margaret Fitzgerald, supercentenaire.
- 21 octobre : Lewis Charles Ayles, député.